# Megadontosuchus
Megadontosuchus es un género extinto de crocodiliano tomistomino que vivió a mediados del Eoceno en la península itálica. Sus fósiles se han encontrado en el Monte Duello en la provincia de Verona, Italia. El género es monotípico, puesto que solo se ha nombrado a una especie, M. arduini. Esta especie fue nombrada originalmente en 1880, aunque fue asignada al género Crocodilius (más tarde cambiado a Crocodylus). El género fue nombrado inicialmente por el paleontólogo Charles C. Mook en 1955 junto con el género de tomistomino Kentisuchus, el cual también había sido clasiificado como Crocodilius. No se designó un holotipo para Megadontosuchus cuando fue descrito en 1880, y no se designó un lectotipo hasta 2007.

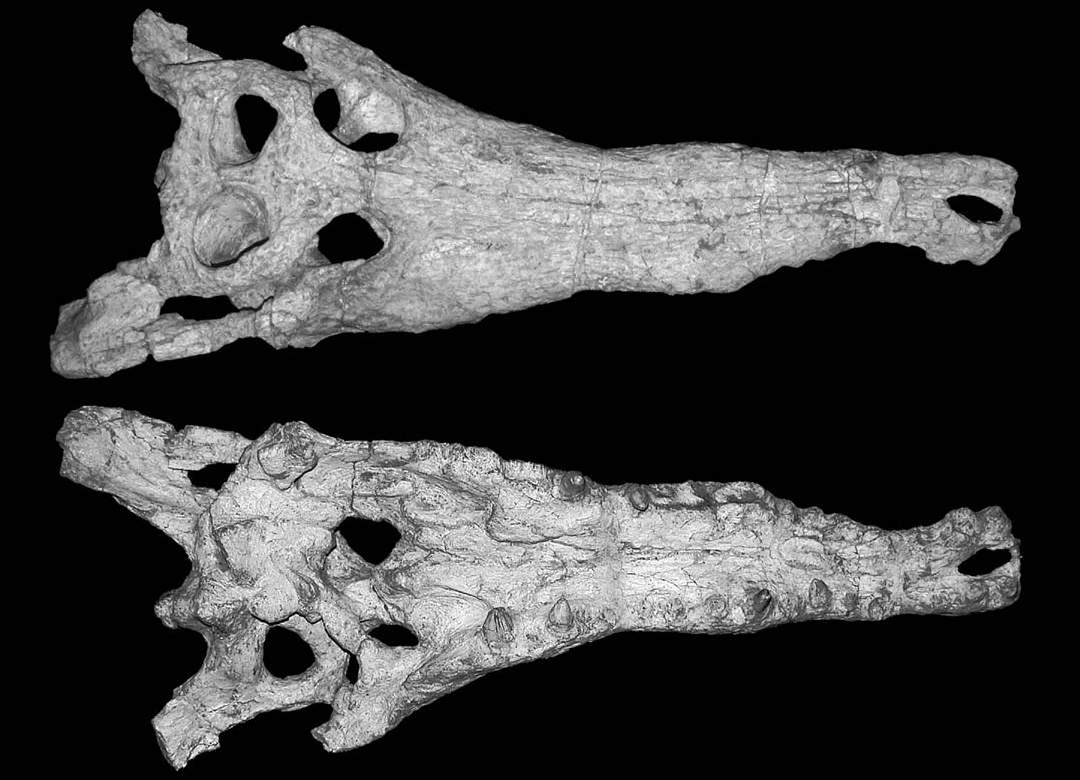
Cráneo visto desde arriba y abajo

Megadontosuchus difiere de otros tomistominos por tener un rostrum más robusto, dientes mayores (de donde viene su nombre de género, que significa "cocodrilo de dientes grandes"), y grandes fenestras supratemporales sobre la bóveda craneana.